# Dawid (rzeźba)
Artykuł ten został zgłoszony do umieszczenia na stronie głównej w rubryce „Czy wiesz”.
Pomóż nam go sprawdzić: oceń zgłoszoną nominację.
Ten artykuł został nominowany do wyróżnienia „Dobry Artykuł”.
Weź udział w dyskusji na ten temat.
Dawid (wł. David) – marmurowa rzeźba Michała Anioła przedstawiająca biblijnego Dawida bezpośrednio przed walką z Goliatem.
Dawid został ukazany jako młody i silny mężczyzna, który jest gotowy do ataku. W przeciwieństwie do obowiązującej wówczas tradycji, gdzie Dawida prezentowano jako młodego chłopca, u którego stóp leżała obcięta głowa Goliata, Michał Anioł zdecydował się ukazać nagiego Dawida, przymierzającego się do walki. Prace nad rzeźbą rozpoczęły się w 1501 roku. Dzieło ukończono na początku 1504 roku, jej uroczyste odsłonięcie nastąpiło 18 maja 1504 roku. Posąg przyczynił się do wzrostu popularności Michała Anioła, a na przestrzeni lat stała się jednym z najbardziej znanych dzieł sztuki na świecie.
Pierwotnie rzeźba stanęła na Piazza della Signoria we Florencji. Od 1873 roku znajduje się ona we florenckiej Galleria dell’Accademia, podczas gdy na Piazza della Signoria postawiono kopię rzeźby.

## Opis

Doryforos Polikleta, na którym wzorował się Michał Anioł

Posąg stanowi interpretację historii walki Dawida z Goliatem z 1 Księgi Samuela 17, 1–59. Michał Anioł w dużym stopniu odszedł od dotychczasowego przedstawiania Dawida jako odpoczywającego po walce młodzieńca z mieczem w dłoni, który przy stopach miał uciętą głowę Goliata. Rzeźbiarz zdecydował się przedstawić przyszłego króla Izraela jako młodego, silnego, odważnego i pięknego mężczyznę. Głowa jest skierowana w lewo, twarz wyraża gniew, a ściągnięte brwi determinację. Spojrzenie Dawida wyraża skupione. Włosy są potargane. Dawid jest w trakcie przygotowania się do pojedynku z wrogim Filistynem. Napięcie podkreślają nabrzmiałe żyły na grzbiecie prawej ręki, ramię z procą i naprężone mięśnie karku. W prawej dłoni trzyma kamień. Lewa dłoń podtrzymuje opartą na ramieniu procę. Prawa strona wydaje się być w stanie spoczynku, podczas gdy lewa jest gotowa do zaatakowania Goliata. Lewa noga jest wysunięta, prawa podtrzymuje ciężar ciała.
Historycy sztuki Frank Zöllner i Christof Thoenes podają, że Michał Anioł nawiązał do tradycji antycznej. Kontrapostowy układ ciała oraz wygięcie tułowia rzeźbiarz zapożyczył z Doryforosa Polikleta. Wzorem tradycji antycznej genitalia są niedużych rozmiarów. Odrzucając tradycję judaizmu penis Dawida ma ukazany napletek. Kompozycja rąk jest zgoda z ówczesnymi poglądami głoszonymi przez Girolama Savonarolę, który w swoich kazaniach opisywał Dawida jako osobę oburęczną o silnej ręce i pięknym obliczu.
Rzeźba waży sześć ton i mierzy 517 cm wysokości. Została ona wykonana ze słabej jakości marmuru, charakteryzującą się niestabilną strukturą z mikroskopijnymi otworami.
Dawid oraz powstały wcześniej Bachus uchodzą za dzieła, w których Michał Anioł zaczął odchodzić od naturalizmu. Zastosowany przez Dawidzie dynamiczny układ ciała Michał Anioł powtarzał w kolejnych dziełach.

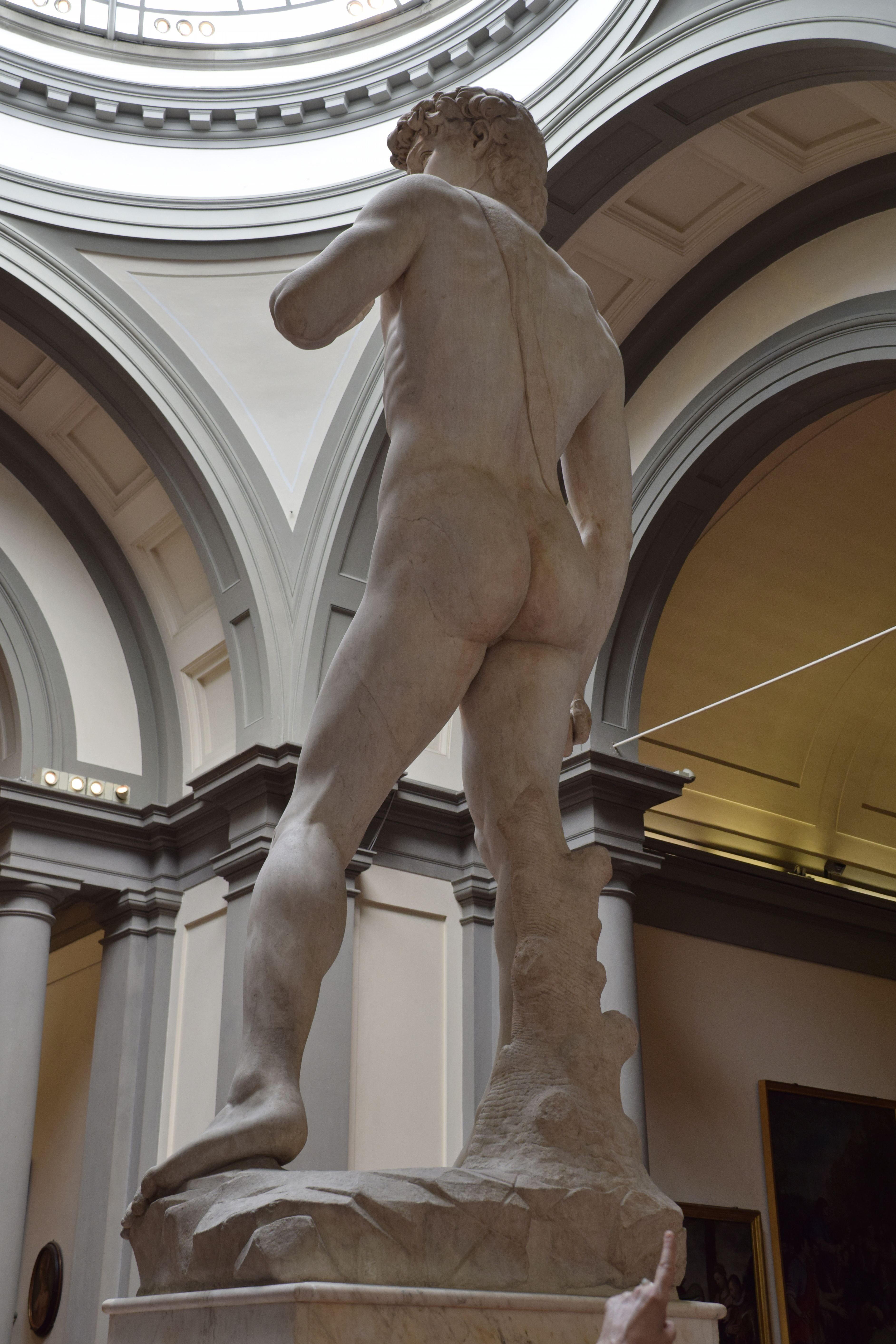
Tył
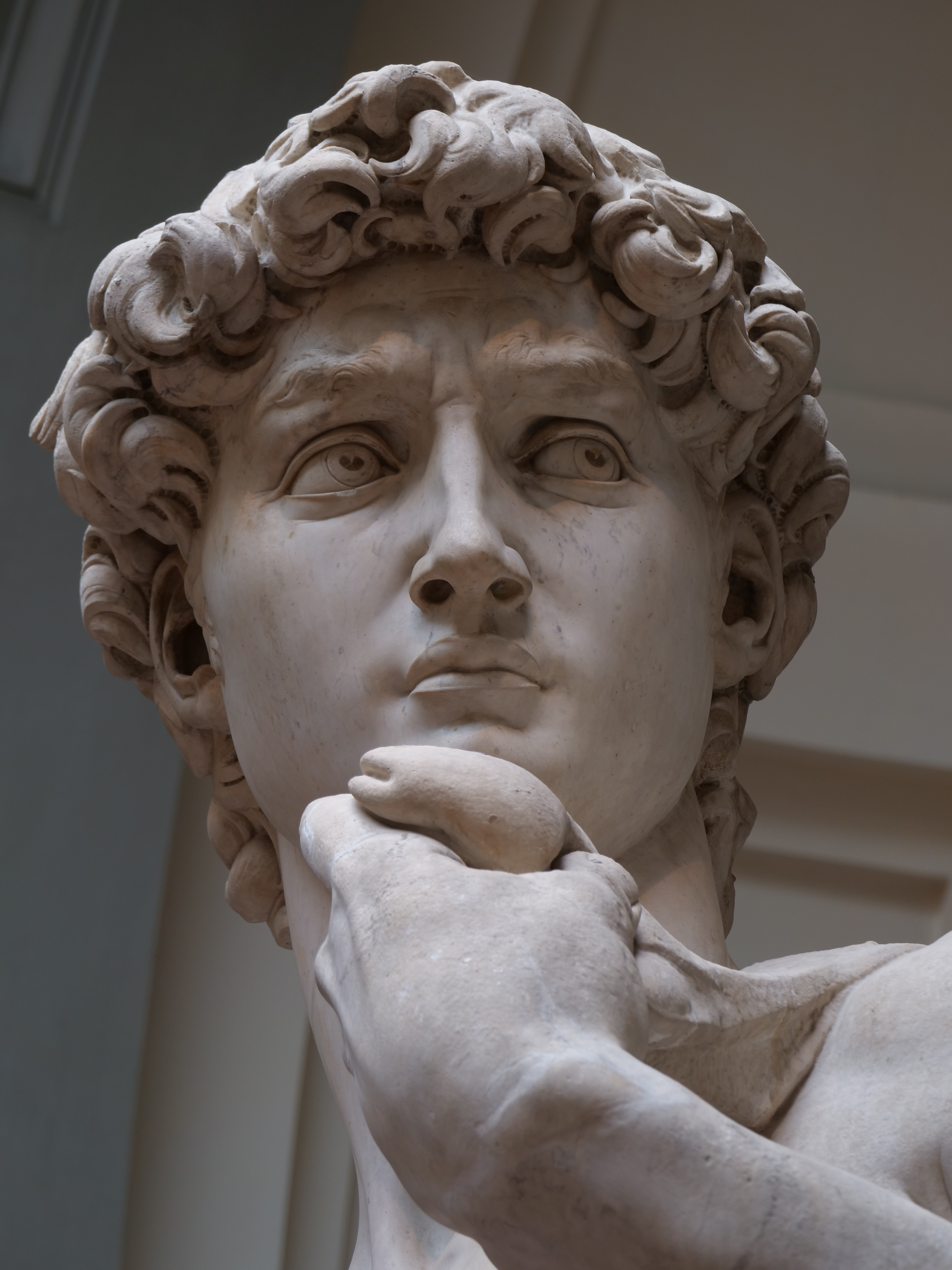
Twarz
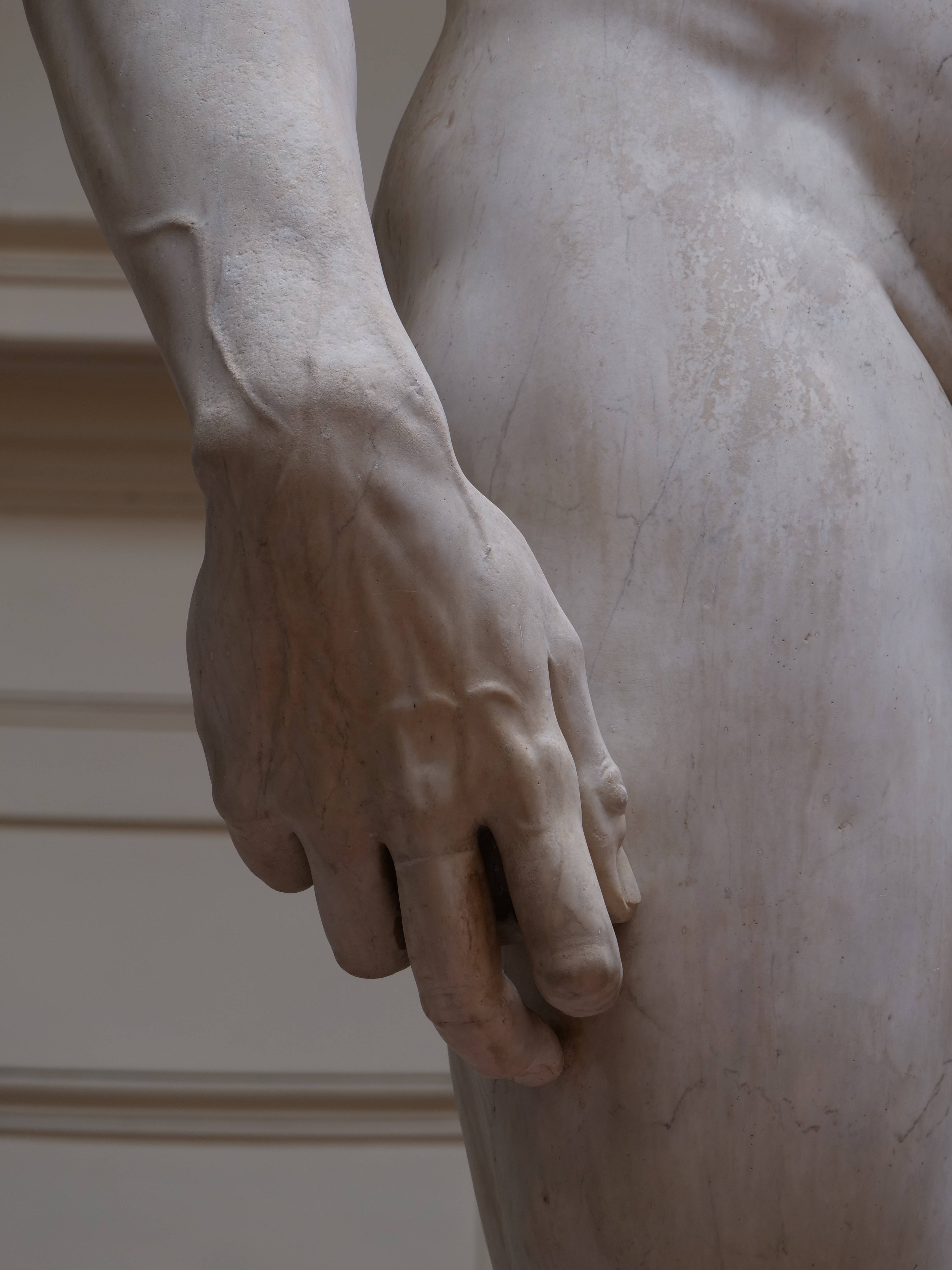
Prawa dłoń
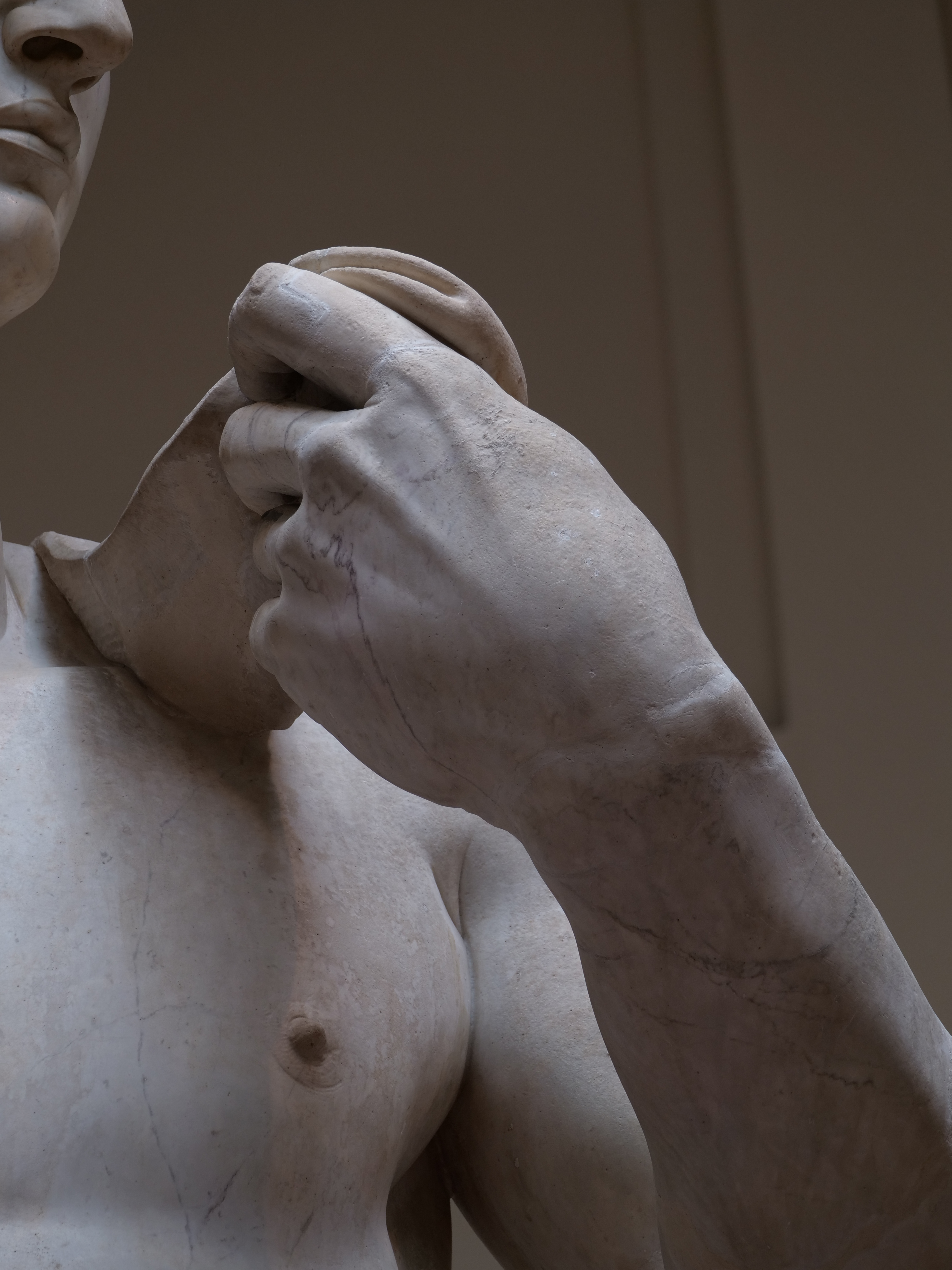
Lewa dłoń
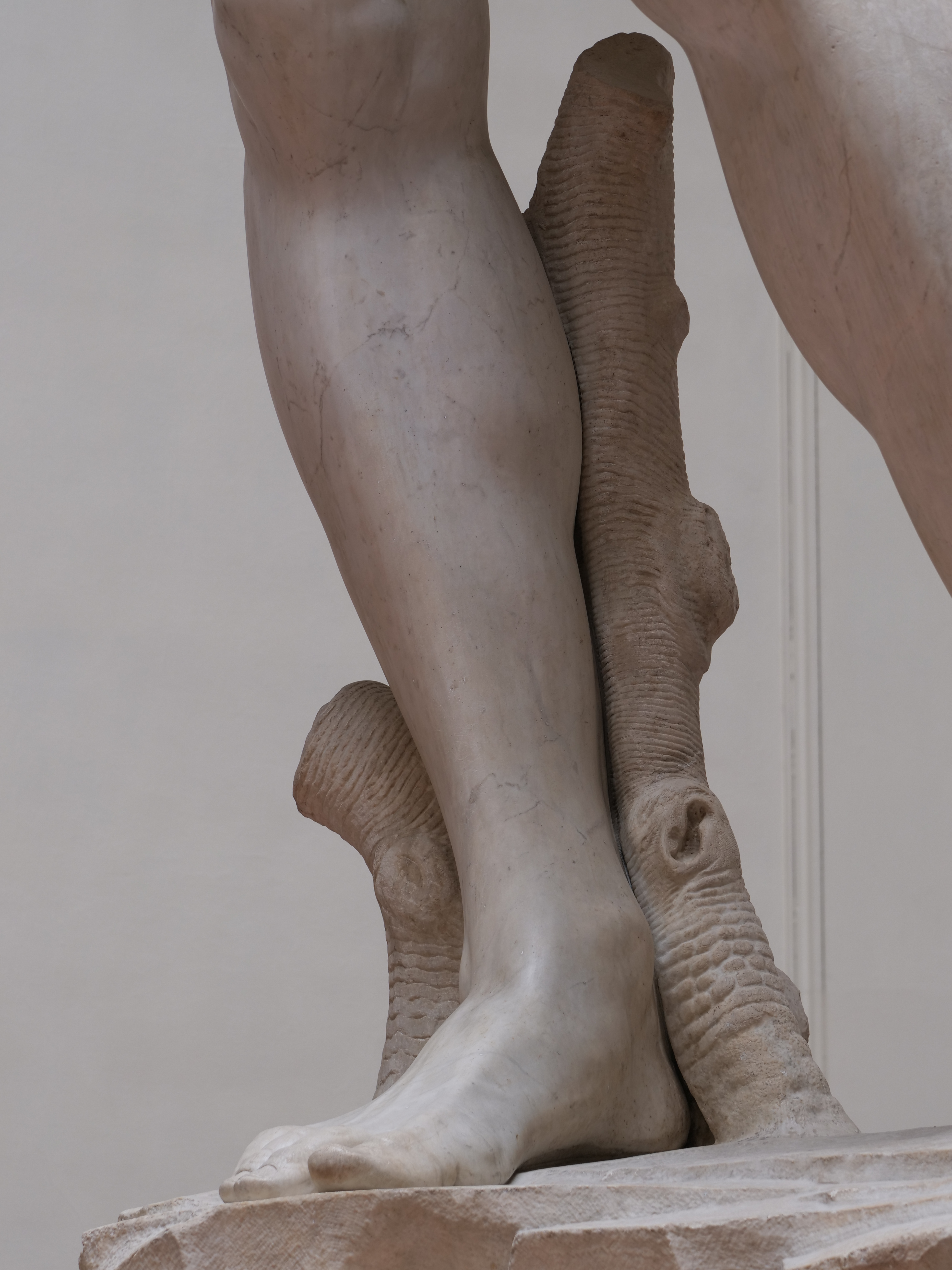
Prawa łydka
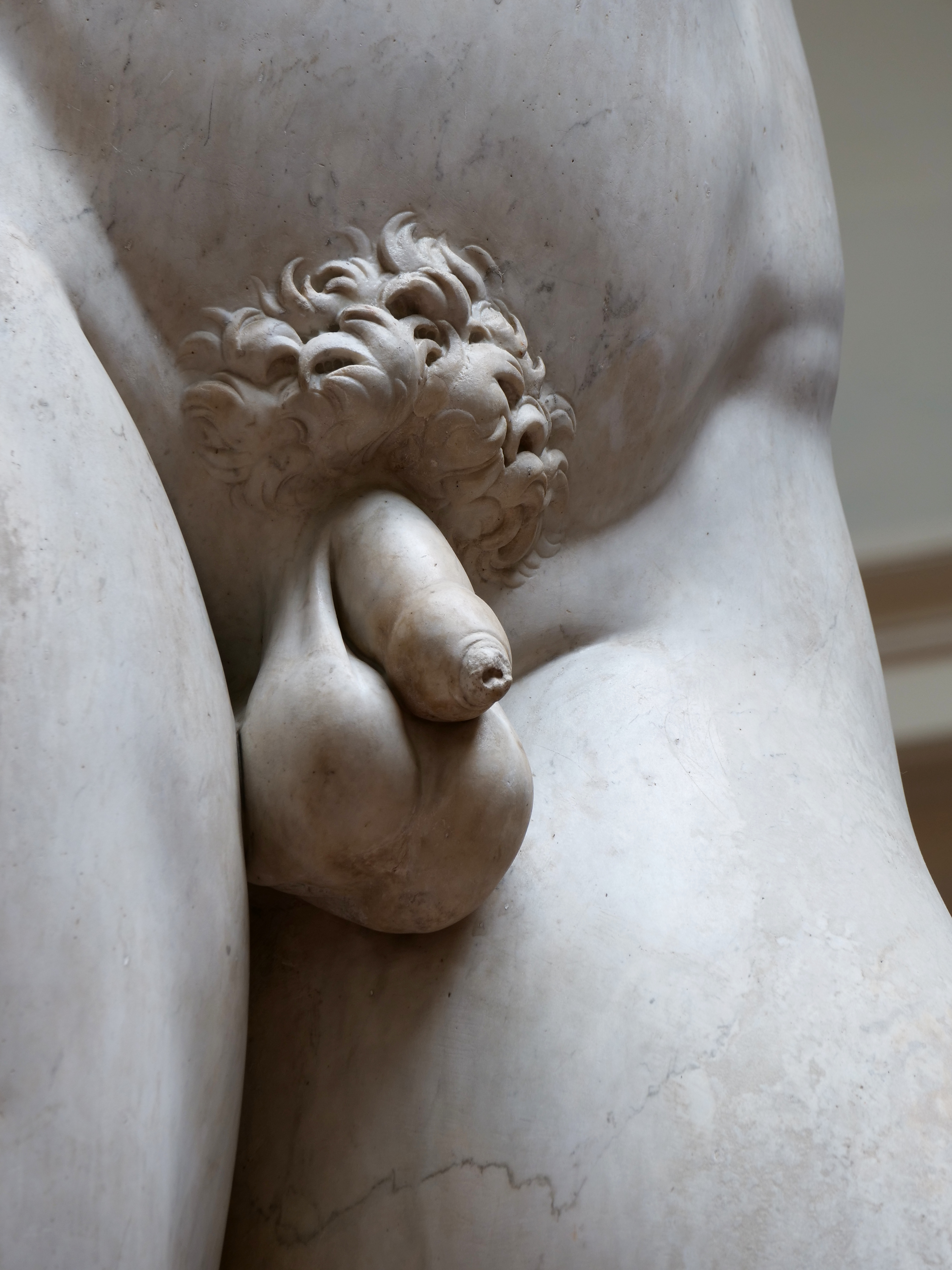
Genitalia

## Historia
Pomysł na marmurową rzeźbę Il gigante powstał w latach 60. XV wieku, gdy przy wschodniej ścianie katedry Santa Maria del Fiore planowano postawić posągi dwunastu postaci biblijnych. Zlecenie otrzymał Agostino di Duccio, pomocnik Donatella. Rzeźba miała zostać wykonana na marmurze sprowadzonym z Carrary, opisywanym jako „źle ociosany”. Agostino di Duccio wykonał rzeźbę w terakocie, opisywaną jako „Olbrzym lub Herkules”. W latach 1464–1466 pracował nad wersją w marmurze, jednak zdołał wykonać wyłącznie nogi i tułów. Pracę nad posągiem powierzono ok. 1475 roku Antoniowi Rossellino, który również nie zdołał dokończyć rzeźby, nie mogąc poradzić sobie z niedoskonałością bloku. W późniejszych latach zadania próbowali podjąć się także: Andrea Sansovino, Benedetto da Maiano, Baccio da Montelupo. Przypuszczalnie zadania pragnął podjąć się także Leonardo da Vinci, który z zawodu nie był rzeźbiarzem. Niewykorzystany blok marmuru spoczął w warsztacie katedry Santa Maria del Fiore.
Zamówienie na rzeźbę Michał Anioł otrzymał 2 lipca 1501 roku od signorii Florencji lub florenckiej Gildii Tkaczy. Według relacji Ascania Condiviego Michał Anioł otrzymał zlecenie dzięki sympatii gonfaloniera Piera Soderiniego. Pomysł stworzenia Dawida Soderini po raz pierwszy zaproponował 22 czerwca 1501 roku w liście adresowanym do ambasadorów florenckich. Przekaz Condiviego opiera się na relacji, którą biografista otrzymał od samego Michała Anioła. Według innych źródeł prace Michałowi Aniołowi powierzono dzięki renomie, jaką rzeźbiarz uzyskał pracując na dworze Medyceuszy. Michał Anioł nie był pierwszą osobą typową przez Soderinego. Gonfalonier początkowo pragnął zlecić zadanie Andrei Contucciemu. Jasny przekaz rzeźby (Dawid broniący ludu przed wrogami i otaczający opieką Florentczyków) miał przekonać zleceniodawcę do powierzenia prac Michałowi Aniołowi. Giorgio Vasari podaje, że podczas ubiegania się o kontrakt Michał Anioł zaprezentował makietę z wosku, która spotkała się z aprobatą ze strony zleceniodawcy.
Według zapisów umowy Michał Anioł miał otrzymywać honorarium w wysokości 144 złotych dukatów, wypłacanych w ratach od września 1501 roku. Rzeźba o wymiarach dziewięciu bracci wysokości (ok. 7 m) miała zostać ukończona w ciągu dwóch lat. Michał Anioł miał zapewnioną swobodę w realizacji zadania. Kontrakt podpisano 16 sierpnia 1501 roku. Przed rozpoczęciem prac przez rzeźbiarza na Piazza del Duomo postawiono ceglany mur zakryty dachem, gdzie ulokowano pracownię. Równolegle obok Dawida trwały prace nad figurą Herkulesa, którą signoria zleciła Baccio Bandinellemu.
Rankiem 13 września 1501 roku Michał Anioł uroczyście odłupał pierwszy kawałek z bloku marmuru. Rzeźbiarz nie rozpoczął jednak prac od zera, jego poprzednicy pozostawili mu blok, na którym wykonano fragmenty draperii, nóg, stóp i tułowia. Powstająca rzeźba była zasłonięta tkaniną, powieszoną na wysokim rusztowaniu. Prace nad dziełem były monitorowane na bieżąco. Pod koniec lutego 1502 roku rada miasta zachwycona jakością prac podniosła Michałowi Aniołowi honorarium do 400 złotych dukatów.
Pierwotnie Dawid miał stanąć w niszy ściany katedry. Z planów tych zrezygnowano, obawiając się transportu na wysokość 80 metrów, a także ze względu na wysokie walory estetyczne rzeźby.
Według anegdoty przytoczonej przez Vasariego Piero Soderini miał pewnego dnia skrytykować nos Dawida, który jego zdaniem był zbyt duży. Michał Anioł udając, że ma zamiar wysłuchać jego opinii wspiął się na rusztowanie z dłutem w dłoni i upozorował odkucie kawałka marmuru. Soderini miał zadowolony odpowiedzieć, że teraz twarz wygląda lepiej.

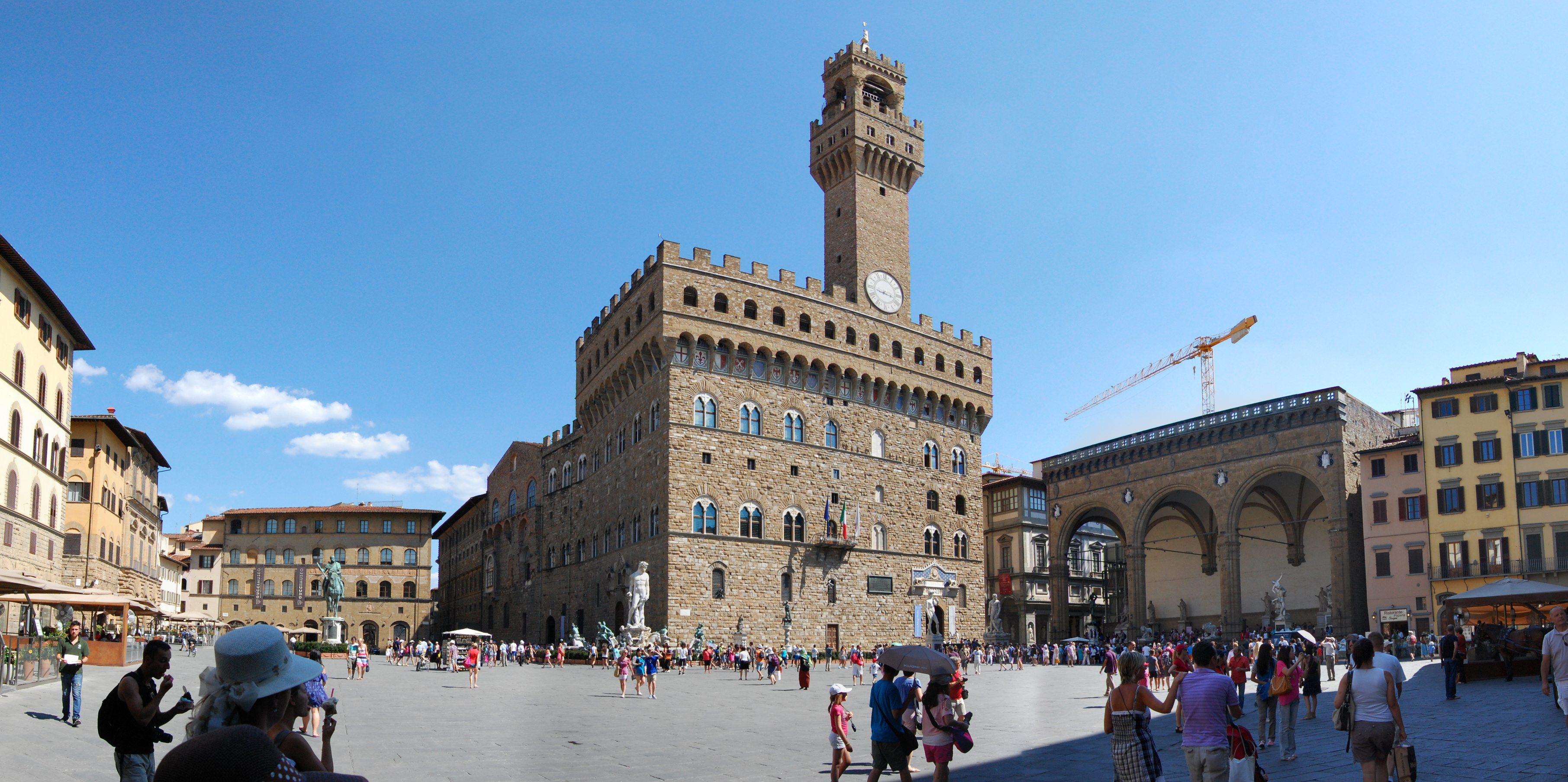
Piazza della Signoria we Florencji – widok ogólny

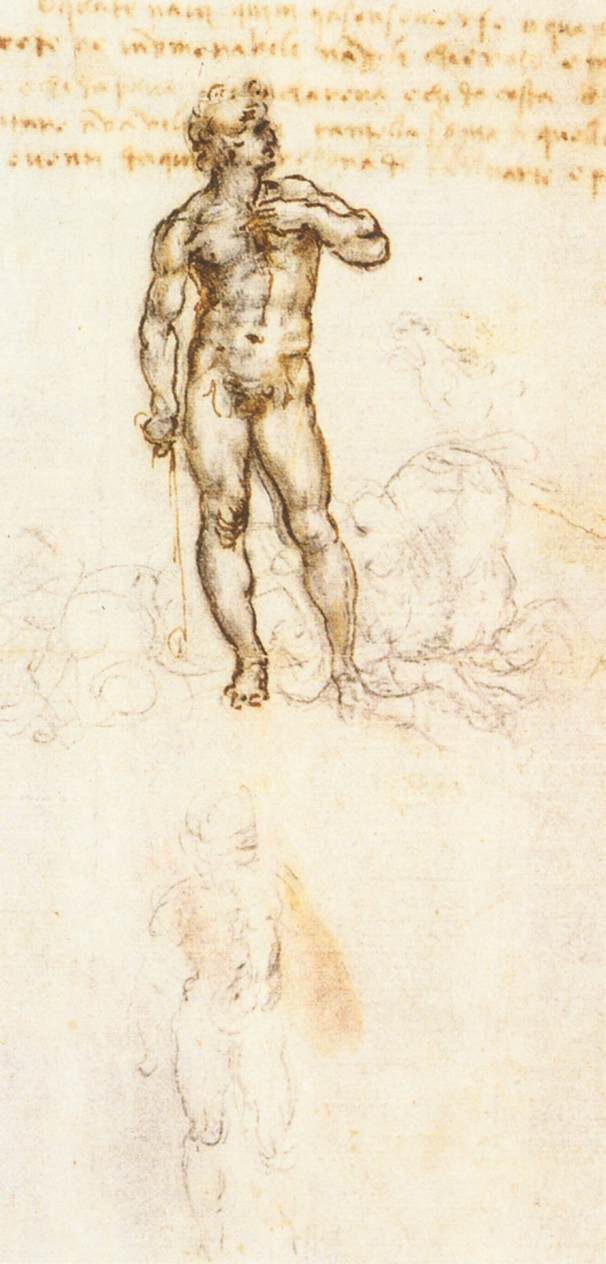
Rysunek według Dawida Michała Anioła Leonarda da Vinci z 1504 roku

Prace nad Dawidem Michał Anioł zakończył na początku 1504 roku. Ukończone dzieło zachwyciło urzędników florenckich. Zdecydowano, że rzeźba stanie w prestiżowym miejscu. Lokalizację rzeźby miała ustalić specjalnie powołana komisja, która zebrała się 25 stycznia 1504 roku w sali posiedzeń w pobliżu Piazza del Duomo. Licząca ok. 30 osób komisja składała się z miejskich rajców, malarzy i architektów. Wśród zebranych znaleźli się m.in: Simone del Pollaiolo, Giuliano da Sangallo, Sandro Botticelli, Filippino Lippi, Leonardo da Vinci, Pietro Perugino, Cosimo Rosselli, Francesco Granacci, Baggio di Marco, Bernardo di Marco, Davide Ghirlandaio. Posiedzenie komisji uchodzi jednocześnie za pierwsze spotkanie Leonarda da Vinci z Michałem Aniołem, którzy wkrótce stali się rywalami. Zaproponowano w sumie dziewięć miejsc. Jednym z miejsc, zaproponowanych przez rajcę Francesca di Lorenza Filaretego, miała być Piazza della Signoria. Propozycja ta miała szerokie poparcie wśród rajców oraz u Sandra Botticellego. Rzeźba miała stanąć przy wejściu do Palazzo Vecchio lub na wewnętrznym dziedzińcu pałacu. Giuliano da Sangallo zaproponował postawienie rzeźby na zadaszonej Loggia dei Lanzi, gdzie marmurowy posąg byłby chroniony przed niekorzystnymi warunkami atmosferycznymi. Dzieło miałoby być również ogrodzone, tak by zabezpieczyć rzeźbę z kruchego materiału. Dzięki lokalizacji zaproponowanej przez Giuliana da Sangallo rzeźba nie zdominowałaby głównego punktu miasta, jakim była Piazza della Signoria. Tę propozycję poparł Leonardo da Vinci, który dodał, że dzięki tej lokalizacji statua nie będzie przeszkadzać podczas uroczystości. Leonardo zaproponował także, by posąg był stosownie przyozdobiony. Złotnik Salvestro zaproponował, by decyzję co do ulokowania rzeźby powierzyć jej autorowi. Przebieg obrad komisji był tematem rozmów wśród florentczyków. Ostatecznie rzeźba stanęła na Piazza della Signoria.
Według relacji Luki Landucciego, od 14 do 18 maja 1504 roku rzeźbę przenoszono z Piazza del Duomo na Piazza della Signoria. Dzieło chronili przyjaciele rzeźbiarza. Podejrzewając, że statua może zostać zniszczona przez wandali, zbudowano wokół niej klatkę z drewna. Zabezpieczenie to nie przyczyniło się do uniknięcia prób zniszczenia Dawida. Luka Landucci podaje również, że w nocy z 13 na 14 maja 1504 roku rzeźba została obrzucona kamieniami. W obawie przed zniszczeniem Dawida, w nocy transportowaną rzeźbę pilnowała straż. Przy transporcie rzeźby pracowało ok. 40 osób. Posąg znalazł się w miejscu docelowym 18 maja o godzinie ósmej rano. Osobą relację na temat incydentu podaje Pietro di Marco Parenti, która różni się od relacji Landucciego w drobnych szczegółach. Parenti podaje, że za incydentem stało czworo młodych mężczyzn: Vincenzo di Cosimo Martelli, Filippo di Francesco de Spini, Gerardo Maffei de Gherardini oraz Raffaello di Agostino di Panciatichi. Byli oni związani z rodem Medyceuszy, pozbawionej władzy przez signorię florencką. Cała czwórka została później aresztowana przez Otto di Guardia.
Uroczyste odsłonięcie rzeźby miało miejsce 8 września. Aby uniknąć ewentualnych incydentów ze strony zgorszonych mieszkańców miasta, zgodnie z propozycją Leonarda da Vinci tuż po odsłonięciu ukończonego dzieła zdecydowano się zasłonić prącie Dawida wieńcem z dwudziestoma ośmioma liśćmi. W literaturze przedmiotu podane są sprzeczne informacje, z czego wykonano girlandę – pojawiają się mosiądz oraz brąz. Zdaniem Michała Anioła incydent z nocy z 13 na 14 maja miał wynikać z siania zamętu przez nieprzychylnie do niego nastawionych Perugina i Leonarda. Władze miasta podejrzewały, że za sabotażem stoją wandale. Nieznane są motywy obrzucenia kamieniami rzeźby. Według jednej hipotezy akt miał budzić zgorszenie. Według drugiej hipotezy incydent miał charakter polityczny. Dawid stanął na miejscu statui Judyta i Holofernes Donatella, która została usunięta i przeniesiona do pałacu. Umieszczenie Dawida uznano jako symbol zwycięstwa Republiki Florenckiej. Zastąpienie jednej rzeźby drugą mogło stanowić afront wymierzony w stronę zwolenników Medyceuszy, którzy wcześniej sprawowali władzę w mieście. Sama rzeźba Judyty była zaś postrzegana jako emblemat śmierci. Po postawieniu posągu Florencja znalazła się w trudnej sytuacji politycznej i przeżywała różne klęski, w tym utratę Pizy. W latach późniejszych Florentczycy interpretowali rzeźbę na wiele rodzajów. Zwolennicy Medyceuszy dostrzegali w Dawidzie symbol chaosu rządów republikańskich. Niccolò Machiavelli widział w rzeźbie uosobienie florenckiego patriotyzmu. Według innych rzeźba nawoływała do utworzenia lokalnej milicji. Podejrzewano też, że posąg stanowił ukłon w stronę królów Francji Karola VIII Walezjusza i Ludwika XII, w których upatrywano wyzwolicieli Republiki spod rządów Medyceuszy oraz sojuszników w walkach z Borgiami i Republiką Wenecką.
Dawid przyczynił się do wzrostu popularności Michała Anioła. 

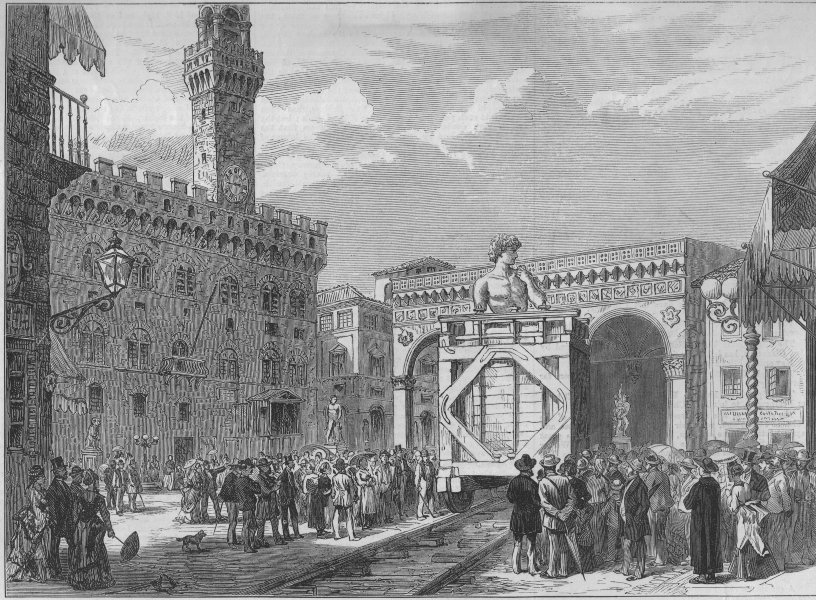
Przeniesienie rzeźby z Piazza della Signoria do Galleria dell’Accademia – ilustracja nieznanego autora, opublikowana na łamach The Illustrated London News

Podczas zamieszek w 1527 roku lewę ramię posągu uszkodzono wyrzuconą z okna ławką. W latach późniejszych dokonano renowacji rzeźby. Ślady po ówczesnej restauracji zachowały się do czasów współczesnych. Chcąc ochronić dzieło przed dalszym niszczeniem, w 1873 roku dzieło przeniesiono do Galleria dell’Accademia we Florencji. Nad rzeźbą znajduje się przeszklony dach, którą zaprojektował Emilio de Fabris specjalnie z myślą o Dawidzie. W 1910 roku przed pałacem stanęła kopia Dawida. 14 września 1991 roku Dawid został uszkodzony przez Piero Cannatę. Uzbrojony w młotek zdołał uszkodzić drugi palec lewej stopy. Podczas procesu Cannata został uznany za chorego psychiczne i umieszczony w szpitalu psychiatrycznym. W następnych latach posąg został poddany renowacji. W lutym i marcu 1999 roku badacze z Stanford Computer Graphics Laboratory przeprowadzili skanowanie dzieła. Podczas skanowania wykazano, że podana przez historyka sztuki Charlesa de Tolnaya i powtarzana później przez kolejnych historyków sztuki wysokość rzeźby wynosząca 434 cm bez postumentu była błędna. Nowe badania wykazały, że Dawid mierzy 517 cm. Z 500-lecia istnienia dzieła, na przełomie 2003 i 2004 roku rzeźba została oczyszczona. Trwające osiem miesięcy prace zakończyły się w maju 2004 roku. W 2008 roku Dawid został obudowany osłoną chroniącą go przed wibracjami powodowanymi krokami zwiedzających.

## Odbiór rzeźby
Dawid wraz z Człowiekiem witruwiańskim Leonarda da Vinci uchodzą za wzorce piękna ciała ludzkiego. Giorgio Vasari uznał rzeźbę za dzieło doskonałe. Biograf docenił m.in. ustawienie nóg i smukłość bioder. Szwajcarski historyk sztuki Heinrich Wölfflin stwierdził, że rzeźba wygląda na rubaszną. Zdaniem Wölfflina Dawid powinien być ukazany jako piękny i młody młodzieniec, tak jak został ukazany na dziełach Andrei del Verrocchia i Donatella. Rosyjski historyk sztuki Michaił Ałpatow podkreślił, że Michał Anioł zwycięsko uporał się z trudnościami technicznymi przy obciosywaniu kolosalnego kamiennego bloku. Ałpatow ocenił ujęcie postaci jako nieco oschłe. Historyk podkreślił jednocześnie, że dostrzegalne są poszukiwania wspaniałości rozwiązań monumentalnych. Polski historyk sztuki Karol Estreicher opisuje Dawida jako rzeźbę nie tyle piękną, co heroiczną i brutalnie silną.

## Popularność w kulturze

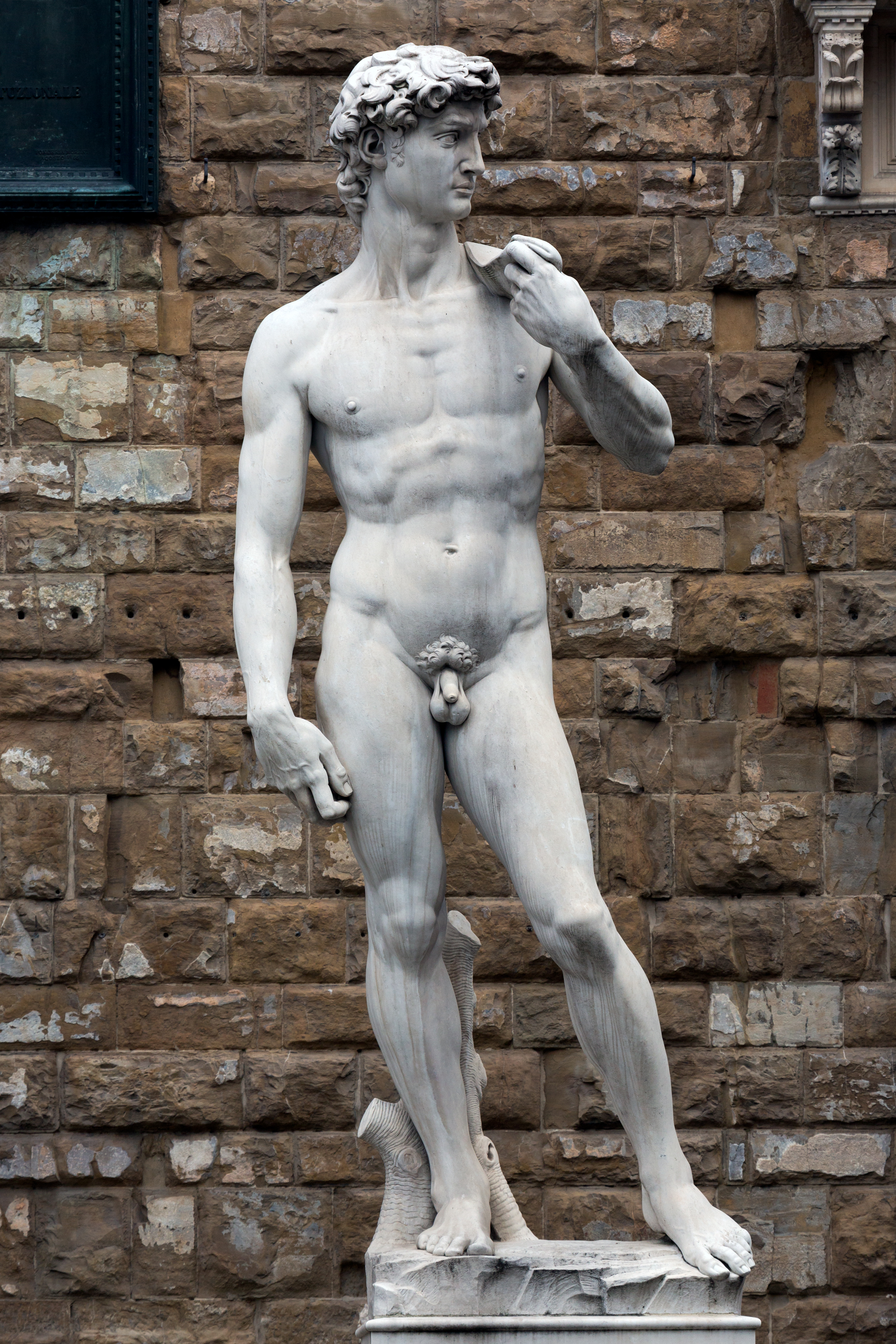
Kopia Dawida na Piazza della Signoria we Florencji

Rzeźba uchodzi również za jedno z najsłynniejszych dzieł sztuki Europy Zachodniej. Kopie Dawida, obok Piazza della Signoria, znajdują się również w Piazzale Michelangelo we Florencji, w katedrze Santa Maria del Fiore we Florencji, w Park Den Brandt w Antwerpii, w Muzeum Wiktorii i Alberta w Londynie, Avenue du Prado w Marsylii, w Kopenhadze, Duisburgu, w Palacio Municipal w Montevideo, w Centrum Wiedzy o Wodzie Hydropolis we Wrocławiu (kopia w skali 1:2, wykonana z przezroczystego akrylu i wydrukowana w drukarce 3D).
W 1504 roku Leonardo da Vinci narysował czerwoną kredką i tuszem Rysunek według Dawida Michała Anioła. Na rysunku Dawid ma twarz Giacoma Caprottiego, ucznia Leonarda.
Dawid pojawia się w twórczości poetyckiej m.in: Wiaczesława Iwanowa, Kazimierza Przerwy-Tetmajera i Jacka Kaczmarskiego. Michał Anioł, który również zajmował się poezją, napisał utwór poświęcony Dawidowi.
W sierpniu 2020 roku na okładce „GQ Italia” pojawił się model Pietro Boselli, którego twarz i poza przypominały Dawida. Wydawca czasopisma Conde Nast nie uiścił opłaty wizerunkowej Galleria dell’Accademia, gdzie mieści się rzeźba. Galleria dell’Accademia wytoczyła wydawnictwu proces, który w czerwcu 2023 roku wygrała. Na mocy wyroku wydawnictwo uiścić 20 tys. euro opłaty licencyjnej oraz 30 tys. euro grzywny. W 2023 roku Dawid był przedmiotem dwóch kontrowersji dotyczących ukazanych na rzeźbie genitaliów. W marcu roku w Tallahassee Classical School w Tallahassee na Florydzie dyrektor szkoły Hope Carrasquilla odszedła ze stanowiska po otrzymaniu skargi rodziców dotyczącej zająć plastycznych w szóstej klasie. Zdaniem rodziców pokazane na zajęciach zdjęcia genitaliów z Dawida stanowiły materiał pornograficzny. Dyrektor Galleria dell’Accademia Cecilie Hollberg orzekła, że omawianie renesansu bez pokazania Dawida byłoby pozbawione sensu. Postawę rodziców skrytykował również burmistrz Florencji Dario Nardella. W maju restauracja Barolo w Glasgow w Wielkiej Brytanii przygotowała reklamę, na której pojawił się Dawid trzymający w lewej dłoni kawałek pizzy. Global, firma odpowiadająca za reklamy w komunikacji miejskiej, wymusiła na restauracji zmianę projektu tak, by zasłonić genitalia.